# J. Roddy Walston and the Business

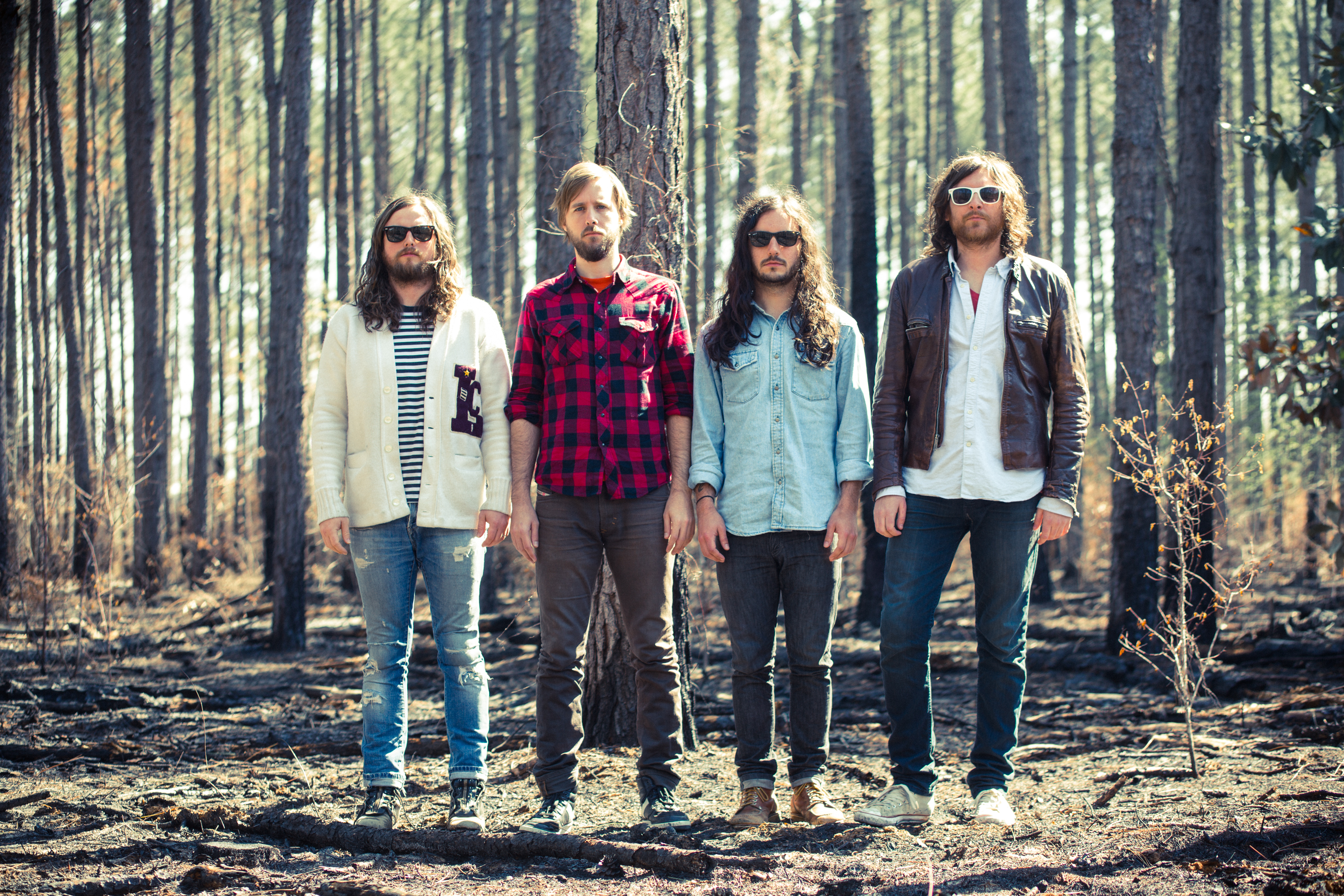
fotografia da banda J Roddy Walston & the Business para o álbum "Essential Tremors" de 2013

J. Roddy Walston and the Business foi uma banda de rock estadunidense radicada em Richmond, Virgínia, Estados Unidos. A banda foi formada em 2002 em Cleveland, Tennessee por J. Roddy Walston (vocal/piano/guitarra). The Business consistia em Billy Gordon (guitarra/vocal), Logan Davis (baixo/vocal) e Steve Colmus (bateria). A banda era conhecida por seus shows ao vivo enérgicos e pelo estilo de tocar piano de Walston. Em 2019 o grupo anunciou em suas redes sociais que se separaria no final daquele ano.

## História

### Fundação
A formação original da banda foi reunida em Cleveland, Tennessee, depois que uma fita demo gravada no porão de Walston derrotou 350 candidatas para participar de um festival nacional. Pouco antes do festival, a banda lançou Here Come Trouble, um EP de sete canções gravado na sala da casa que Walston e seus companheiros de banda estavam alugando.
No verão de 2004, a banda mudou-se para Baltimore. Em 2005, após a saída de dois integrantes, Billy Gordon e Steve Colmus se juntaram à banda. No ano seguinte, já com a nova formação, lançaram o EP Fierce Tiger com canções novas e regravações de canções ainda não lançadas.
Em 6 de abril de 2007, a banda lançou por conta própria seu primeiro álbum completo, Hail Mega Boys, gravado na casa onde Gordon morava. A canção "Rock n' Roll II" foi usada em um episódio da quarta temporada de Beverly Hills 90210,  e "Sally Bangs", uma canção de Walston baseada em uma música country que sua avó lhe ensinou ("Sally Let Your Bangs Hang Down" de Jumpin' Bill Carlisle), foi usada no reality show de artes marciais mistas da MTV, Caged.
A banda passou os dois anos seguintes em turnê pelo sul, meio-oeste e nordeste dos Estados Unidos, viajando em uma van comprada de uma congregação na cidade natal de Walston. A van e seu uso intensivo pela banda foram retratados no New York Times. Enquanto isso, a banda tornou-se conhecida por shows ao vivo cheios de energia, que o Baltimore City Paper disse "fazer James Brown parecer preguiçoso".

### Vagrant Records
Em novembro de 2009, Walston and the Business assinaram contrato com a Vagrant Records, de Los Angeles. No mesmo mês, eles entraram nos estúdios Sound City em Van Nuys, Califórnia, para gravar seu primeiro lançamento para o novo selo.
J Roddy Walston and the Business (2010) Em 27 de julho de 2010, J Roddy Walston and the Business foi lançado nos Estados Unidos pela Vagrant Records e descoberto logo em seguida pela PGH Live Music, localizada em Pittsburgh, PA. O single principal "Don't Break the Needle" foi usado nos créditos de abertura do filme Contrabando. Um dos pôsteres da turnê da banda foi visto no fundo de um episódio da série da CBS "Two Broke Girls".
Após o lançamento do álbum, a banda saiu em sua primeira turnê nacional com bandas como Deer Tick, Lucero, Drive-By Truckers, Shooter Jennings, Shovels &amp; Rope e Jonny Fritz and the In-Laws.No verão de 2011, eles tocaram nos festivais Bonnaroo, Lollapalooza e Austin City Limits, além de All Good Festival em Masontown, West Virginia e Lebowski Fest em Louisville, Kentucky, e de se apresentarem regularmente no SXSW em Austin, TX.

### ATO Records
Na segunda-feira, 4 de março de 2013, a banda anunciou nas redes sociais que havia assinado contrato com a ATO Records e estava trabalhando em um novo álbum. Essential Tremors foi lançado em 10 de setembro de 2013 e foi seguido por uma turnê nacional "Holler and Moan", incluindo shows em ambos os fins de semana do Austin City Limits Music Festival.

### Destroyers of the Soft Life(2017)
O single "The Wanting" foi lançado em julho de 2017 antes do novo álbum da banda, Destroyers of the Soft Life, previsto para setembro do mesmo ano. A banda ainda lançou outra faixa do álbum, "You Know Me Better", em agosto de 2017. A banda tocou versões acústicas de duas faixas adicionais do álbum -- "Numbers Don't Lie" e "Heart is Free" -- no Electric Lady Studios em Nova York em 21 de agosto de 2017.

### Dissolução
No final de 2019, a banda anunciou que as apresentações em Richmond, Virginia e Baltimore seriam suas apresentações finais. Walston escreveu: "Não há planos de fazer outro álbum ou sair em turnê em nenhum momento de 2020 ou no futuro previsível. Depois de 14 anos, quatro álbuns e 889 shows de criatividade dedicada exclusivamente uns aos outros, agora parece a hora de explorar outras possibilidades -- então estamos nos afastando. Haverá muito tempo para falar sobre a última década e meia e o que vem a seguir -- e tenha certeza de que ainda estaremos todos por aí, e talvez até juntos às vezes."

## Influências
Walston cresceu cantando na igreja em Cleveland, Tennessee, imerso em música gospel e country. Sua avó materna, uma artista country vagamente afiliada ao Grand Ole Opry, ensinou-o a tocar piano e violão, e ficava consternada com as tentativas do neto de aprender rock n'roll. Walston lista suas influências como Led Zeppelin, Rolling Stones (especialmente o pianista Ian Stewart), Harry Nilsson, T. Rex e Leon Russell. Seu som foi descrito como um cruzamento entre Janis Joplin e Jerry Lee Lewis.

## Discografia

### Álbuns de estúdio
- Hail Mega Boys (2007)
- J Roddy Walston and the Business (2010)
- Essential Tremors (2013)
- Destroyers of the Soft Life (2017)